# Victor Wetterström
Victor Wetterström (* 27. August 1884 in Stockholm; † 11. Mai 1956 ebendort) war ein schwedischer Curler.
Wetterström spielte als Second in der schwedischen Mannschaft bei den I. Olympischen Winterspielen 1924 in Chamonix im Curling. Die Mannschaft gewann die olympische Silbermedaille.

## Erfolge
- 2. Platz Olympische Winterspiele 1924